# Osterley (metropolitana di Londra)
Osterley è una stazione della metropolitana di Londra situata sul ramo di Heathrow della linea Piccadilly. La stazione fu aperta nel 1934, in sostituzione della precedente stazione di Osterley Park and Spring Grove situata sulla stessa linea circa 350 metri verso est.

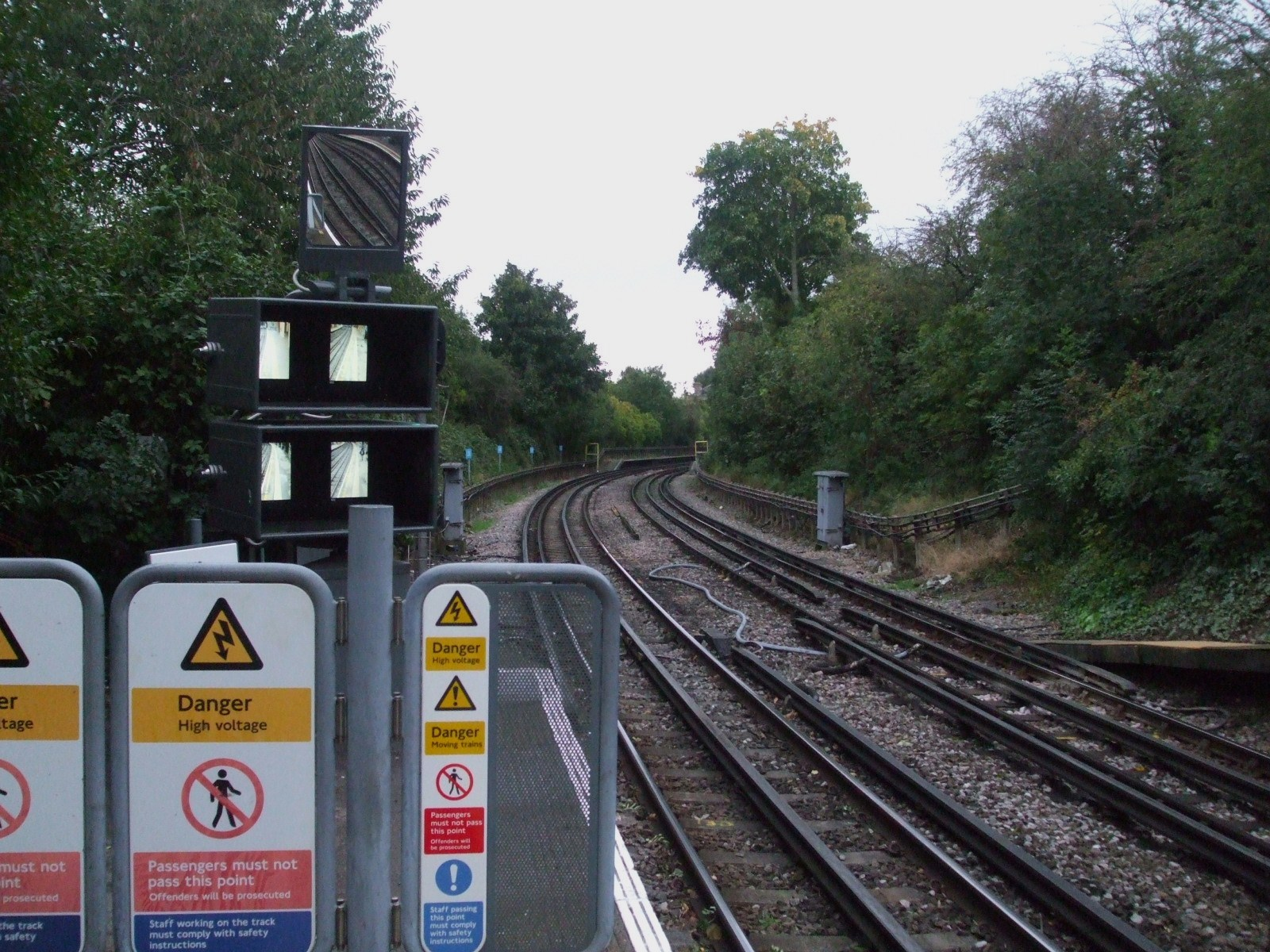
Binari alla stazione di Osterley, in direzione della vecchia stazione di Spring Grove.

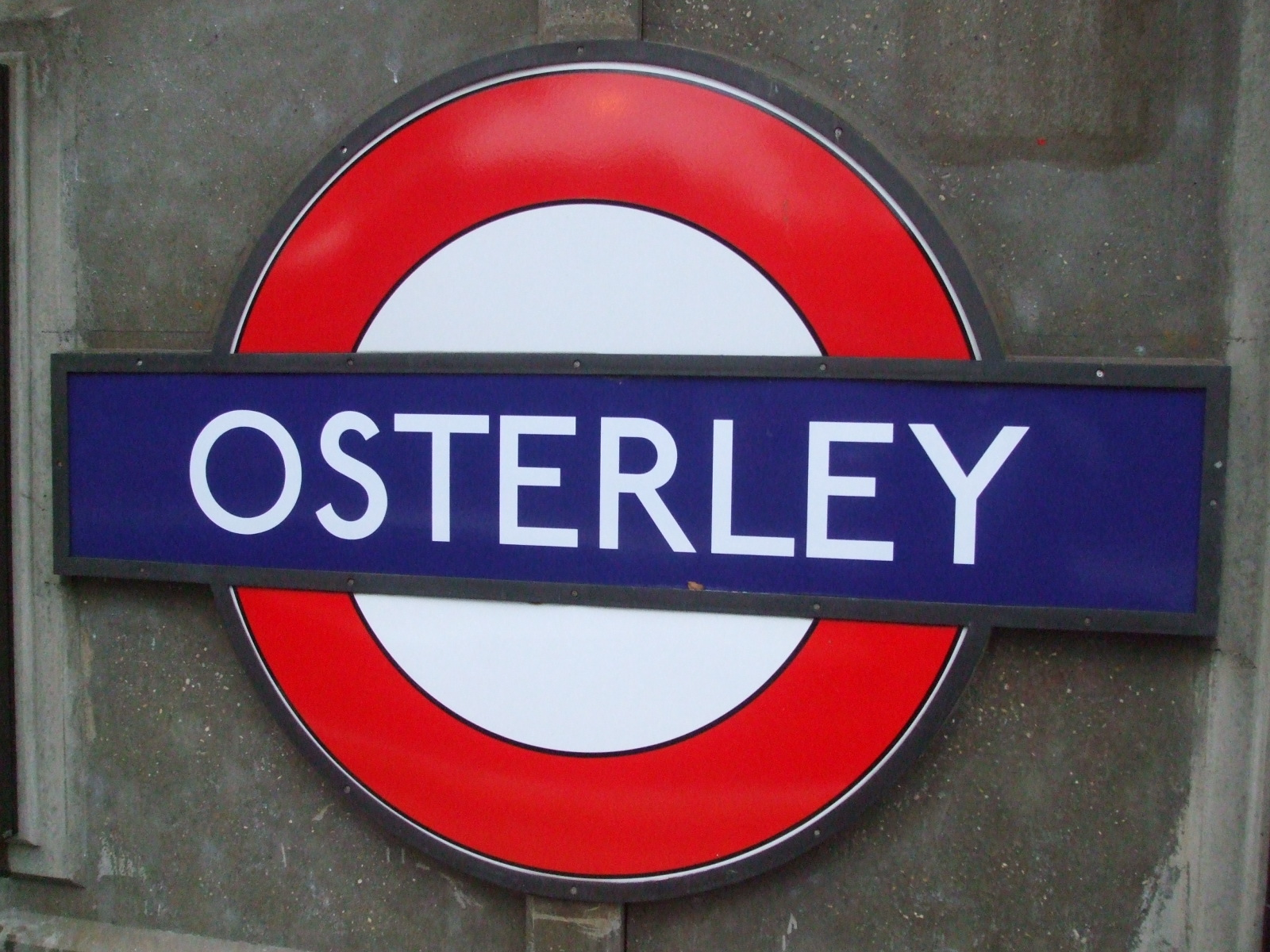
Roundel sulla piattaforma della stazione.

## Storia

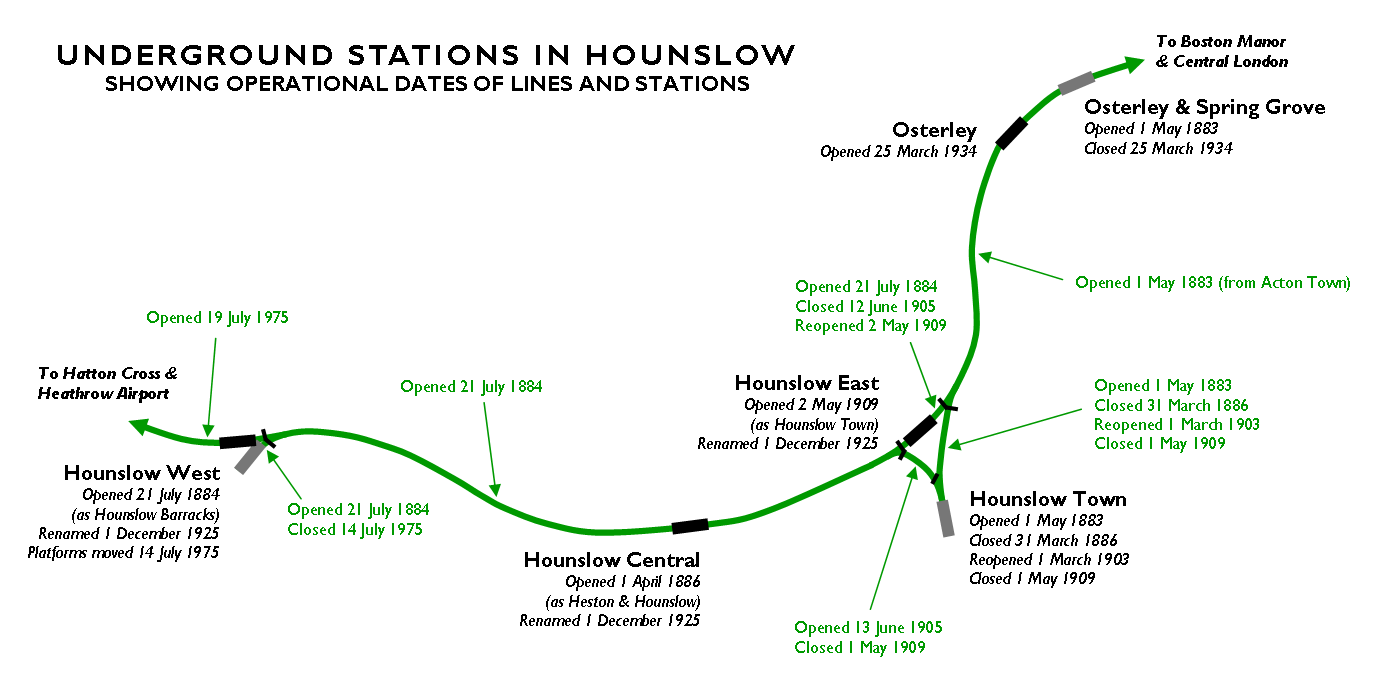
Mappa con le date operative di linee e stazioni a Hounslow.

Una stazione con il nome di Osterley Park and Spring Grove fu aperta dalla District Railway (DR), oggi la linea District, il 1º maggio 1883 sulla nuova estensione della DR dalla stazione di Acton Town verso il terminale di Hounslow Town (a sua volta chiusa nel 1909). Questa linea era servita dalla linea District e, a partire dal 13 marzo 1933, anche dalla linea Piccadilly (la linea District cessò di servire questo tratto della linea nel 1964).
Nel 1934 fu presa la decisione di spostare la stazione dalla sua precedente posizione verso ovest. Secondo alcuni, lo spostamento mirava a creare una migliore connessione tra strada e ferrovia collocando la stazione sulla Great West Road (oggi strada A4), all'epoca aperta di recente. Altre fonti accennano invece all'aumento del numero dei passeggeri, troppi per lo spazio disponibile nella vecchia stazione, come ragione per la costruzione del più ampio e moderno edificio dell'attuale stazione di Osterley.
La nuova stazione aprì il 25 marzo 1934. L'edificio venne progettato dall'architetto Stanley Heaps nel moderno stile europeo usato da Charles Holden per altre stazioni della linea Piccadilly. Le caratteristiche architettoniche comprendono l'uso di mattoni, cemento armato e ampie vetrate, e di una torre di mattoni con un "obelisco" di cemento in cima. La stazione è un monumento classificato di grado II.
La stazione fu servita fin dall'apertura dalla Piccadilly e dalla linea District, ma questa linea ritirò i suoi servizi sulla tratta il 9 ottobre 1964.

## Strutture e impianti
Nel 2009, a causa di problemi finanziari, la Transport for London decise di sospendere i lavori su un progetto per consentire l'accessibilità alla stazione di Osterley e ad altre cinque stazioni, citando come giustificazione il fatto che si tratta di stazioni non particolarmente trafficate e situate a una o due fermate di distanza da stazioni prive di barriere architettoniche.  Osterley si trova a una fermata di distanza in direzione ovest da Hounslow East, che ha ingressi accessibili a persone disabili. Prima che il progetto fosse abbandonato, la TfL aveva speso poco meno di 4 milioni di sterline.
Nel giugno 2017 la Transport for London ha annunciato che Osterley sarà una delle prossime sei stazioni che verrà resa accessibile a passeggeri diversamente abili. La data prevista per la conclusione dei lavori è il 2020. I lavori sono stati completati nell'ottobre 2021, con l'installazione di due ascensori.
Si trova nella Travelcard Zone 4.

## Interscambi
Nelle vicinanze della stazione effettuano fermata delle linee automobilistiche urbane, gestite da London Buses.
- Fermata autobus